# 越智一裕
越智 一裕（おち かずひろ、1962年2月19日 - ）は、日本のアニメーター・アニメーション監督・漫画家。岐阜県出身。男性。

## 経歴
グリーン・ボックス出身。16歳にしてアニメーターデビューを果たした。金田伊功の直接の弟子に当たる。
高校在学中からアニメーターを志しており、1977年9月にはタツノコプロを志望するつもりで上京したが、事前連絡を入れていなかったうえに当日は社長の吉田竜夫が急逝した日でもあったため、一旦はあきらめて帰郷している。後日、『闘将ダイモス』の監督を務めていた長浜忠夫にアニメーターを志している旨の手紙を送り、再度上京して『ダイモス』の制作スタジオであった日本サンライズ（現：サンライズ）を見学する。そこで作画監督の金山明博からもらった「素人だと相手にされないから、新人と言って売り込みなさい」との助言を活かし、1978年7月に『宇宙魔神ダイケンゴー』の新番組紹介を掲載していたテレビランド編集部と鳥海尽三が立ち上げた鳥プロを介し、タツノコプロの元スタッフによって立ち上げられたアニメ制作会社のグリーン・ボックスの面接を受け、採用される。これを機に高校を中退して本格的に上京した後、スタジオの押し入れに住み込んで8か月ほど在籍しながら、『ダイケンゴー』、『科学忍者隊ガッチャマンII』、『ザ☆ウルトラマン』などの動画を担当する。その後、かねてからファンであったスタジオZの金田に弟子入りを許されてスタジオZに移籍し、『くじらのホセフィーナ』や『機動戦士ガンダム』などの動画を担当する。
スタジオZの解散後は金田とともにスタジオNo.1に移籍し、1980年の『太陽の使者 鉄人28号』で初原画を担当する。1981年の『六神合体ゴッドマーズ』ではアニメージュで特集が組まれた際、スタジオNo.1が原画を担当した回のシャープな作画が同じくスタジオZからの分家になるスタジオZ5の力強い作画と比較される形で「No.1アクション」と称され、鍋島修や山下将仁と共にその作画を担う若手アニメーターとして紹介された。これを機に知名度が上昇し、メカ・アクション作画のみならず美形キャラや美少女キャラの描写でも人気を得る。演出家デビューは『魔境伝説アクロバンチ』の第11話「悲恋のサバ王宮」であり、「南波一」名義で作画監督も担当した。放送直後に組まれた先述の特集では越智の手による書き下ろしイラストも掲載されるなど、かなり気合の入った記事となっていた。ちなみに同誌は一時期、越智に次号予告ページのイラストも依頼していた。
以後、アニメーター・演出家としての活動と平行して徳間書店の『ザ・モーションコミック』で『ひらきなおってマイヒーロー』を発表するなど、漫画家としても活躍する。同作は、読み切り作品だった第1話では巨大ロボットを操縦するヒロインとその整備士である主人公の恋愛模様を描いたラブコメものだったが、当時は越智が特撮テレビドラマ『宇宙刑事シャリバン』に熱中していたことから、連載となった第2話より主人公が宇宙刑事のようなスーツを装着するヒーロー・宇宙戦士ギャリバンとなって悪の組織と戦うというヒーローものに方向転換し、ストーリーにはメタフィクション的要素も盛り込むなど、ただのパロディに終わらない工夫がなされていた。また、この当時に越智はギャリバンのスーツを自身でプロの造形師に発注し、制作している。
『シャリバン』への傾倒はアニメの仕事にも現れており、ヒーローものへの思い入れはOVA『学園特捜ヒカルオン』で結実する。自身で脚本から作画まで担当し、音楽面でも宇宙刑事シリーズと同じく劇伴は渡辺宙明、主題歌は串田アキラとすることに強くこだわった。また、『ヒカルオン』のアイキャッチの実写シーンに登場するのは先述のギャリバンであり、スーツアクターは越智自身である。
1990年前後からアニメ業界を離れ、日本テレネットに入社してゲーム業界を活動のフィールドとする。代表作は、キャラクターデザインやビジュアルなどをPC版から家庭用ゲーム機への移植版に至る全作で担当したRPG『デス・ブリンガー』、企画から担当した『コズミック・ファンタジー』シリーズなど。
1995年頃にアニメ業界へ復帰し、以降は演出家としての活動が主となる。アニメ業界を離れる以前はアクションものやマニア向けの作品が多かったのに対し、復帰後は低年齢層向けの作品でもその実力を発揮している。その一方、かつてアクションアニメーターとして培ったテイストやマインドを作品に盛り込む。監督を務めた『ポポロクロイス』第6話「ガミガミ魔王の城」では金田が「戸隠伊助」名義で絵コンテを担当し、越智が演出を担当したうえ、かつてのスタジオZ/No1系アニメーターと金田を尊敬するアニメーターたちの参加により、往年のロボットアニメを髣髴とさせる作画となった。
ダイナミックプロ作品に対する造詣が深く、『クリックまんが ダイナミックロボット大戦』では、東映動画版ダイナミック作品の設定などをふんだんに盛り込み、当時の作画を手掛けた小松原一男を作画監修に迎えるなど、細部までのこだわりが見られた。近年では、東映ビデオやバンダイビジュアルなどから発売されている1970年代のスーパーロボット/SF系アニメーション作品のDVD/BDのジャケットイラストを数多く担当している他、株式会社バンダイスピリッツから発売されている超合金魂D.C.(ダイナミッククラシックス)シリーズの造型監修も行っている。

## 主な作品

### アニメーション

#### テレビアニメ
- 宇宙魔神ダイケンゴー（1978年）動画
- 科学忍者隊ガッチャマンII（1978年）動画
- ザ☆ウルトラマン（1979年）動画
- くじらのホセフィーナ（1979年）動画
- 機動戦士ガンダム（1979年）動画
- 宇宙空母ブルーノア（1979年）動画
- 円卓の騎士物語 燃えろアーサー（1979年）動画
- ずっこけナイトドンデラマンチャ（1980年）動画
- 太陽の使者 鉄人28号（1980年）原画
- 六神合体ゴッドマーズ（1981年）絵コンテ/演出/原画
- うる星やつら（1981年）原画
- 魔境伝説アクロバンチ（1982年）絵コンテ/演出/作画監督
- レインボーマン（1982年）絵コンテ/演出/作画監督
- 光速電神アルベガス（1983年）原画
- プラレス3四郎（1983年）絵コンテ/演出/作画監督
- ルパン三世 PARTIII（1984年）原画
- ビデオ戦士レザリオン（1984年）絵コンテ/作画監督
- 北斗の拳（1984年）絵コンテ/作画監督
- レディレディ!!（1987年）キャラクターデザイン/作画監督
- ハロー! レディリン（1988年）キャラクターデザイン/作画監督
- 怪盗セイント・テール（1995年）原画
- ふしぎ遊戯（1995年）原画
- 機動戦艦ナデシコ（1996年）原画
- 超特急ヒカリアン（1997年）脚本/絵コンテ/演出/作画監督
- とっとこハム太郎（2000年）絵コンテ/演出
- おとぎストーリー 天使のしっぽ（2001年）監督
- ポポロクロイス（2003年）監督
- ドキドキ!プリキュア（2013年）絵コンテ
- ハピネスチャージプリキュア!（2014年）絵コンテ
- 健全ロボ ダイミダラー（2014年）絵コンテ
- ドラゴンボール超（2015年）絵コンテ
- 魔法つかいプリキュア!（2016年）絵コンテ
- 弱虫ペダル NEW GENERATION（2017年）絵コンテ
- ゲゲゲの鬼太郎（2018年）絵コンテ
- おしりたんてい（2021年）絵コンテ

#### OVA
- BIRTH（1984年）
- 学園特捜ヒカルオン（1987年） - 原作・脚本・絵コンテ・主題歌作詞・キャラクター・作画監督・監督
- 破邪大星ダンガイオー（1987年）原画
- 暗黒神伝承 武神（1990年）原画
- ダウンロード 南無阿弥陀仏は愛の詩（1992年）原画
- ゲキ・ガンガー3 熱血大決戦!!（1998年）原画
- 聖闘士星矢 THE LOST CANVAS 冥王神話（2009年）絵コンテ

#### 劇場アニメ
- 劇場版 宇宙戦士バルディオス（1981年）原画
- オーディーン 光子帆船スターライト（1985年）原画 ※クレジット表記無し
- ゲゲゲの鬼太郎 最強妖怪軍団!日本上陸!!（1986年）原画
- トランスフォーマー ザ・ムービー（1986年）作画監督補佐
- マジンガーZ / INFINITY（2018年）タイトルアニメーション 原画

### ゲーム
- デス・ブリンガー（1989年、日本テレネット）キャラクターデザイン
- コズミック・ファンタジーシリーズ（1990年、日本テレネット） - 原作・キャラクターデザイン
- クリックまんが ダイナミックロボット大戦（1999年、徳間書店インターメディア）企画・シナリオ・監督

### 漫画・書籍
- ダイナミックヒーローズ（2004年、講談社）※電子コミック
- ハニー&雪子姫 キューティーヒロイン大作戦（2008年、コナミ）※電子コミック
- コズミック・ファンタジー（1993年、徳間書店インターメディア）※コミカライズ

- コズミック・ファンタジー 冒険少年ユウ（1992年、勁文社）※原作・カバーイラスト/小説執筆・神戸一彦

- スーパーロボット&ヒーローARTWORKS -越智一裕画集-（2022年、玄光社）

- スーパーロボット&ヒーローARTWORKS２ -越智一裕画集-（2023年、玄光社）

### その他
- おまじないアイドル・リリカルレナ→リリカルレナ・エンゼルパーティー（キャラクターデザイン） - セイカノート（現：サンスター文具）が東映動画（現：東映アニメーション）と提携して製作された、女児用文具のキャラクター商品。